# Austerdalsbreen

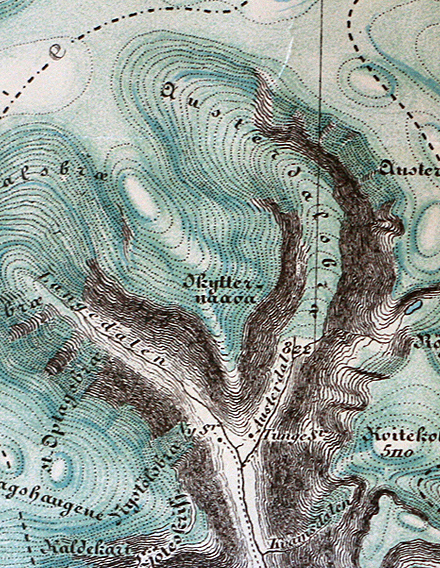
Austerdalsbreen in 1901

Austerdalsbreen is een gletsjerzijarm van de Jostedalsbreen-gletsjer in Noorwegen. Austerdalsbreen ligt dicht bij het gehucht Veitastrond, behorende bij de gemeente Luster in de provincie Sogn og Fjordane. 
Austerdalsbreen heeft drie grote zijarmen: Odinsbreen, Torsbreen en Lokebreen. Over de gletsjer van Tungestølen en Kvitesteinsvarden tot aan Kattenakken en Briksdal is een van de meest klassieke gletsjerwandelingen in Noorwegen. Deze werd voor het eerst gemaakt door de Britse bergklimmer en ontdekkingsreiziger William Cecil Slingsby in 1894 en op dezelfde dag (zonder het van elkaar te weten) door Kristian Bing en Daniel Sygnesand.
Van Tungestølen is een voetpad langs de vallei van Austerdalen tot aan de gletsjertong. 